# Meine Tochter und der Millionär
Meine Tochter und der Millionär ist ein deutscher Spielfilm aus dem Jahr 2009, der von der ARD produziert wurde.

## Inhalt
Hannes Schmitz ist Müllmann in Hamburg. Er ist ehemaliger Fußballspieler vom HSV, trainiert nun jedoch aufgrund einer Sportverletzung die Jugendmannschaft eines Hamburger Vorortes. Hannes Tochter Annika, die er allein aufgezogen hat, arbeitet in einem Hotel und ist mit ihrem Arbeitskollegen, dem Koch Alexander, liiert. 
Nachdem Alexander Hannes und Annika seinen Eltern vorgestellt und Annika gleichzeitig einen Heiratsantrag gemacht hat, staunen diese nicht schlecht, als sie erfahren, dass Alexander der Sohn der Multi-Millionäre Verena und Moritz von Wrede ist. Da Alexander Annika seine wahre Identität verschwiegen hat, ist sie empört und flüchtet mit ihrem Vater Hannes aus Alexanders Familienhaus in Hamburg-Blankenese. Es kommt zum Bruch der Beziehung, jedoch merkt Hannes schnell, dass sich Annika und Alexander immer noch lieben und sie ihre Beziehung neu auffrischen wollen. Hannes ist jedoch damit gar nicht zufrieden und möchte, dass Annika sich endgültig von Alexander trennt. Da sie dem Vorhaben des Vaters nicht nachkommt, versucht der alles Mögliche, um deren Beziehung zu beenden. Auch Alexanders Vater Moritz versucht die Beziehung zwischen seinem Sohn und Annika zu beenden: Moritz bietet Hannes Geld, damit er mit seiner Tochter für eine gewisse Zeit aus Hamburg verschwindet. Hannes geht jedoch auf dieses Angebot nicht ein und gibt gleichzeitig Moritz 50 Euro, damit er dafür sorgt, dass Alexander die Finger von Annika lässt. 
Annika und Alexander sind zur gleichen Zeit nach Dänemark geflüchtet, um den Problemen zuhause zu entkommen. Beide finden wieder zueinander und sind sich ihrer Beziehung sicher, bis Annika eine E-Mail entdeckt, die Alexander an seine Eltern schreiben wollte. In dem Entwurf ist geschrieben, dass Alexander Zeit brauche, um zu prüfen, ob er oder seine Eltern Recht hätten, ob er zu Annika passe oder nicht. Nachdem Annika die E-Mail gelesen hat, ist sie von der Nachricht verletzt und geht im Zorn zurück nach Hamburg. Hannes Schmitz und Moritz von Wrede treffen erneut aufeinander, und Moritz erzählt Hannes, dass Alexander Consuela Martinez, eine kolumbianische Hotelerbin, heiraten wird. Auch Annika erfährt von der bevorstehenden Hochzeit der beiden und ist schockiert. Alexander ist selber mit der Hochzeit nicht einverstanden, da er Consuela nicht liebt. Dennoch findet die kirchliche Trauungszeremonie statt, bei der es jedoch zum Eklat kommt: Annika (in einem Brautkleid), Hannes und seine Arbeitskollegen von der Müllabfuhr fahren mit einem Müllwagen zur Kirche. Annika betritt durch ein Fenster die Kirche und verhindert dadurch die Eheschließung zwischen Alexander und Consuela. Daraufhin flüchtet sie mit Alexander aus der Kirche und fährt mit dem Müllwagen fort. Alexanders Mutter, die zuvor schockiert über die Flucht wirkte, ruft ihm noch zu, dass sie stolz auf ihren Sohn sei.

## Hintergrund
Gedreht wurde Meine Tochter und der Millionär in Hamburg. Gefilmt wurde vom 7. Juli 2008 bis zum 7. August 2008.
Den Film sahen bei der Erstausstrahlung am 22. Mai 2009 in Deutschland rund 5,30 Mio. Menschen, was einen Marktanteil von 19,7 % bedeutet und Platz eins im Tagesprogramm noch vor der RTL-Quizshow Wer wird Millionär?. Er wurde danach mehrfach wiederholt, so am 19. März 2014 zur Hauptsendezeit im Ersten Programm aus Anlass des Todes von Mareike Carrière.

## Kritik
Während TV Spielfilm sich angesichts des „leider ziemlich altbackene[n] Sozialkitsch[es]“ fragte, „seit wann können Klassenschranken die Liebe aufhalten?“ schreibt Kino.de von einem „höchst unterhaltsamen Film“ mit „wunderbaren Dialoggefechten“. Allerdings sei nicht nachzuvollziehen, was Annika am „schnöseligen“ Alexander findet.